# Kordastudio's
De Kordastudio's (Hongaars: Korda Filmstúdió) zijn een filmstudiocomplex in de Hongaarse plaats Etyek, gelegen op 30 kilometer ten westen van Boedapest.
De studio's, genoemd naar Alexander Korda, zijn in 2007 geopend en er zijn al vele internationale films opgenomen. De allereerste langspeelfilm die er werd opgenomen was Hellboy II: The Golden Army. Verder werd gedeeltelijk Season of the Witch, de televisieserie The Borgias en de televisieserie World Without End, naar het gelijknamige boek, er opgenomen. Ook de langspeelfilm The Martian (2015) van regisseur Ridley Scott werd er gedeeltelijk opgenomen.
De studio's hebben zowel een binnencomplex als een buitenterrein. Op het buitenterrein is een van de grootste straatdecors van New York ter wereld opgebouwd.

## Studio's
- Studio 1: 1946 m², 49,40 × 39,40 m, 10,75 m interne hoogte
- Twin Studios 2-3: elk 1769 m², 49,40 × 39,40m, 10,75m interne hoogte
- Studio 4: 961 m², 24,40 × 39,40m, 10,75 m interne hoogte
- Studio 5: 2205 m², 37 × 59,60 m, 13,75 m interne hoogte
- Studio 6: 5856 m², 96 × 61 m, 20 m interne hoogte